# Saprinillus kryzhanovskyi
Saprinillus kryzhanovskyi är en skalbaggsart som beskrevs av Tomas Lackner 2009. Saprinillus kryzhanovskyi ingår i släktet Saprinillus och familjen stumpbaggar. Inga underarter finns listade i Catalogue of Life.